# Alexeï Chipenko
 (septembre 2014).
Si vous disposez d'ouvrages ou d'articles de référence ou si vous connaissez des sites web de qualité traitant du thème abordé ici, merci de compléter l'article en donnant les références utiles à sa vérifiabilité et en les liant à la section « Notes et références ».
Alexeï Pavlovitch Chipenko (en russe : Алексей Павлович Шипенко), né le 3 octobre 1961 à Stavropol, en RSFS de Russie (Union soviétique), est un dramaturge, metteur en scène, écrivain, acteur et musicien russe.

## Biographie
Alexeï Chipenko passe son enfance à Sébastopol en Crimée avant de faire ses études à Moscou et habite, depuis 1990, essentiellement à Berlin.
Il est marié avec l'écrivain Anna Langhoff. Il enseigne l'art et le théâtre à l'université.
De 1979-1983, il étudie le théâtre et obtient un diplôme d'acteur à l'université de théâtre MCHAT à Moscou. Acteur dans des théâtres différents, entre autres à Moscou et Tallinn (1983-1985), il écrit en 1984 sa première pièce de théâtre L'Observateur et fonde à Moscou le groupe de rock Théâtre (il y chantait et écrivait les textes). Il publie alors deux disques.
En 1987, il sort le film Totem en coproduction avec l'université du cinéma à Moscou. En 1988, il fonde le groupe de rock Can Guru et publie deux disques. Sa pièce Der Beobachter (L'Observateur) est représentée pour la première fois à Berlin au Metropol Theater) (mise en scène Anatoli Vassiliev à son école d'art dramatique de Moscou). Chipenko participe à la représentation comme acteur et musicien.
Sa pièce Archeologia reçoit en 1990 le prix meilleure pièce de théâtre étrangère du journal allemand Theater Heute. En 1991, plusieurs de ses pièces de théâtre sont représentées en Allemagne.
De 1991 à 2002, il travaille comme écrivain et metteur en scène, entre autres à l'Académie château Solitude de Stuttgart, à la Volksbühne Berlin, au Théâtre de Brême, au Staatstheater Kassel et à la Kunstakademie (l'Académie des arts de Berlin. Ses pièces sont représentées entre autres à Moscou, Saint-Pétersbourg, Zurich, Luxembourg, en France, en Angleterre et aux États-Unis. En Allemagne il est joué (entre autres) à Berlin (sur les Volksbühne, Schaubühne, Baracke Deutsches Theater), Nuremberg, Oberhausen[Lequel ?], Bonn, Stuttgart et Brême.
Formateur à l'université Ernst-Busch-Hochschule de Berlin (pour la mise en scène) (1996), il publie en 1997 la nouvelle 77 aux éditions Solitude. En 1998, il devient formateur à l'université des arts de Berlin (pour l'écriture dramatique) et publie son roman Das Leben Arsenijs (La Vie d'Arsenij) aux éditions Suhrkamp, en lice pour le prix Anti-Booker Preis et pour le prix du Nationale Bestseller).
En 1999, il publie son roman Das Buch der Koinzidenzen (Le Livre des hasards) aux éditions Solitude et, de 1999 à 2002, travaille comme metteur en scène au Deutsche Theater Almaty Kasachstan, à Brême, Stuttgart et Berlin. En 2003, il est engagé comme acteur dans le rôle de Løvborg au Schauspielhaus Bochum dans Hedda Gabler (mise en scène: Ernst Stötzner) et fonde le groupe de rock/pop Løvborg (Chipenko joue la guitare, chante et écrit les textes).
En 2003-2004, il écrit une version théâtrale du roman Wahlverwandtschaften (Les Affinités électives) de Goethe pour le Schauspielhaus Bochum et joue dans la représentation de Wahlverwandtschaften le rôle du comte (mise en scène: Ernst Stötzner).
Il commence ensuite le roman Mon livre allemand, écrit un livret d'opéra pour une coproduction de la Schaubühne Berlin, le théâtre de Bâle et le festival de musique en Mongolie 2006 (mise en scène : Thomas Ostermeier) et prépare un scénario pour Goat, un film du réalisateur Igor Volochine.
Il travaille en 2005-2006 comme écrivain et metteur en scène pour le Theatro circo CTB Braga/Portugal et prépare le scénario du film Mongol (metteur en scène Sergej Bodrov). Il produit aussi le disque She sad avec son groupe Contemporary Household et écrit le livre Josef et son épouse (poèmes).
En 2007, il reçoit avec Igor Volochine au festival du film Kinotavr Sotchi le prix Kodak et le prix du grand jury pour le script du film Goat. Il joue Jean dans Mademoiselle Julie, écrit le script Mongol (nommé en 2008 pour l'Oscar)[Lequel ?] pour Sergueï Bodrov et prépare son deuxième disque avec l'ensemble løvborg. En 2008-2009, il écrit des scripts pour les metteurs en scène de cinéma Petja Buslov et Igor Volochine et, en 2010-2011, en écrit pour différents metteurs en scène et producteurs de cinéma russe, travaille comme metteur en scène pour le Theatro circo Braga CTB (Braga/Portugal) et traduit Ödipus, Tyrann, d'après Hölderlin et Heiner Müller pour le théâtre TUZ à Saratov en Russie (mise en scène Matthias Langhoff).

## Œuvres

### Romans
- La Vie d'Arsenii (roman)
- 77 (Nouvelle; éditions Solitude)
- Das Leben Arsenijs (roman, éditions Suhrkamp, en nomination pour le prix Anti-Booker et le prix Nationale Bestseller)
- Das Buch der Koinzidenzen (roman, éditions Solitude)

### Théâtre
Toutes les pièces ont été publiées aux éditions S. Fischer à Francfort-sur-le-Main.
- Der Beobachter (première représentation Moscou/Berlin)
- Archeologia (première représentation Kiew/ Schaubühne Berlin)
- La-5 in der Luft (première représentation Volksbühne Berlin)
- Mein Weißer Mercedes, Moskau - Frankfurt 9000 Meter über der Erdoberfläche (première représentation au théâtre des capucins Luxembourg)
- Last Russian Play (première représentation Hebbel Theater Berlin)
- 33. Kapitel (première représentation Schauspielhaus Bochum)
- Raucher Ketten Geschichten
- Aus dem Leben des Komikaze (première représentation Volksbühne Berlin)
- Suzuki & Suzuki 2 (première représentation Thomas Ostermeier, Baracke Deutsches Theater/GTA New York)
- Zyrikon (première représentation Schauspielhaus Zürich), Bábki (première représentation Theater Frankfurt/Oder), DasKind (mission pour la Schaubühne Berlin)

## Bourses littéraires
- Bourse du gouvernement régional de Berlin
- Bourse de l'académie château Solitude
- 2e bourse du gouvernement régional de Berlin
- Bourse de la fondation VG Wort
- 2e bourse de l'académie château Solitude
- Bourse dans le village des artistes Künstlerdorf Schöppingen
- Bourse du château Wiepersdorf
- 3e bourse de gouvernement régional de Berlin
- Bourse de littérature Alfred-Döblin
- Bourse Baldreit de la ville Baden-Baden